# Теорія мотивації В. Врума
Тео́рія очі́кувань Віктора Вру́ма ґрунтується на посиланні, що мотивація працівника досягається за допомогою винагороди. При цьому сила прагнення до отримання винагороди залежить від трьох ситуаційних факторів:
- наявність зв'язку між затратами праці і досягнутими результатами, тобто від сподівання, що затрати праці дадуть бажані результати (З — Р). Якщо такий зв'язок відсутній, мотивація слабшає;
- реальність отримання винагороди, тобто очікування, що результати будуть винагородженні (Р — В). Відсутність такого зв'язку послаблює мотивацію;
- цінність винагороди. Через власну систему цінностей конкретна винагорода може і не представляти для людини цінності, тобто мотивація залежить від сподівань щодо цінності винагороди (В — Ц).

Якщо очікування високі, то сила спонукаючого мотиву зростає. Отриманий раніше позитивний досвід в аналогічних ситуаціях підкріплює сподівання. Навпаки, якщо очікування не справджуються, виникає відчуття марності зусиль, внаслідок чого зменшується мотивація. Позбавитися відчуття марності зусиль допомагає встановлення досяжних для конкретного працівника цілей діяльності й винагородження його таким способом, який він особисто цінує.
Фактором, що спричиняє виникнення відчуття марності зусиль є брак власних здібностей працівника. Внаслідок цього завдання виконується невдало і демотивує працівника. Отже, складність завдань конкретного працівника повинна відповідати його кваліфікації, здібностям і майстерності.